# Simon Kirke
Simon Kirke, född 28 juli 1949 i Lambeth, London är en brittisk trumslagare. 
Som 17-åring blev han medlem i det Londonbaserade bluesbandet Black Cat Bones. Han lämnade sedan den gruppen tillsammans med Paul Kossoff för att tillsammans med Paul Rodgers och Andy Fraser bilda Free. Efter att Free upplösts 1973 bildade han med Rodgers, Mick Ralphs och Boz Burrell Bad Company. Gruppen upplöstes 1982. Kirke har dock medverkat vid flera senare återföreningar av Bad Company. Han har även släppt två soloalbum 2005 och 2011.